# Rasqueta per a metalls

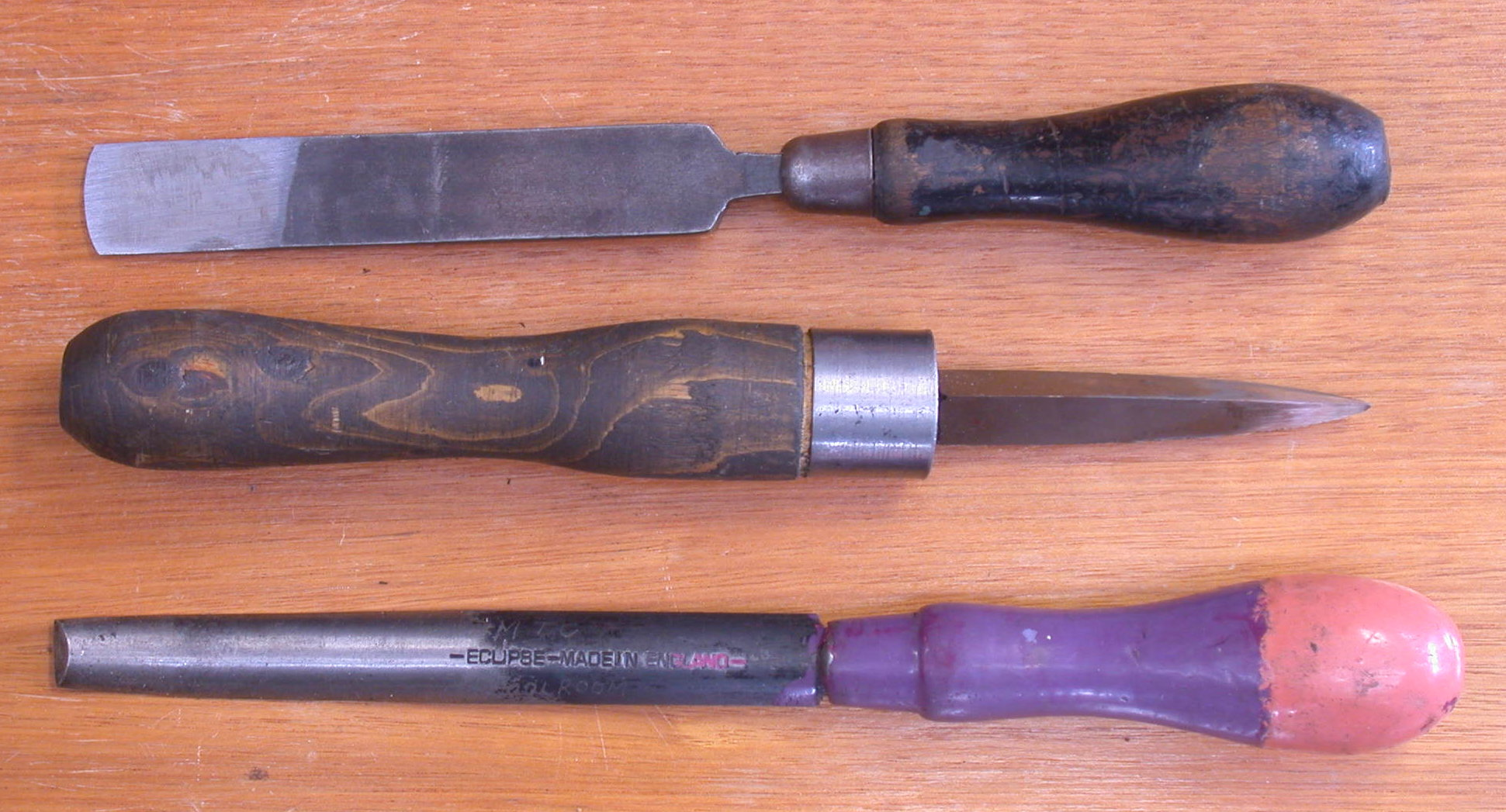
Tres tipus de rasquetes per a metalls.

Una rasqueta per a metalls és una eina manual dotada d'un extrem tallant que permet treballar la superfície d'una peça metàl·lica arrencant per tall directe petites parts de la superfície esmentada.
L'ús tradicional de les rasquetes era el d'aplanar superfícies, ajustar-les amb les d'una altra peça o deixar una superfície amb un acabat més adequat per a retenir lubricant. També permetien obtenir acabats decoratius.
Alguns documents i obres generals ofereixen informació valuosa sobre el rasquetejat de superfícies metàl·liques.

## Descripció de l'eina
Una rasqueta per a metalls consta d'una part metàl·lica (d'acer trempat) i d'un mànec. Entre altres tipus hi ha els tres següents (vegeu imatge):
- Rasqueta plana. De secció rectangular. Amb tall lleugerament convex.
- Rasqueta de secció triangular. Usada per a desbarbar forats o treballar la superfície interna de coixinets.[4]
- Rasqueta de llom corbat. Usada també per al gratatge de coixinets, especialment els més llargs.

La norma DIN 8350 és una de les que tracten de rasquetes per a metalls.

## Ús de l'eina
La rasqueta s'agafa pel mànec (una persona dretana, amb la mà dreta) i s'aplica sobre la superfície que es vol treballar en un cert angle. La mà lliure guia la rasqueta i la prem sobre la peça. Empenyent la rasqueta i mantenint una força vertical del tall sobre la peça, la rasqueta va arrencant petits "encenalls" de metall. L'operari va repetint el moviment alternatiu i resseguint les àrees desitjades.
En sistema tradicional només hi havia rasquetes manuals. Des de fa anys i en l'actualitat hi ha rasquetes amb un motor auxiliar segons dissenys diferents que faciliten la tasca de l'operari. Alguns models tenen un moviment alternatiu relativament lent (i una cursa bastant llarga) i altres un moviment molt més ràpid (i una cursa reduïda). Hi ha models amb cursa regulable i freqüència regulable.

## Detalls de les superfícies acabades amb rasqueta
Una superfície "perfectament" plana obrada amb rasqueta presenta un aspecte de moaré. Aspecte ocasionat per les empremtes deixades per la rasqueta que determinen una certa rugositat superficial. La superfície considerada és plana dintre d'uns límits però no és llisa i polida com un mirall.
El nombre de marques per unitat de superfície és de l'ordre següent:
- 5-10 marques per polzada quadrada en treballs bastos
- 24-36 marques per polzada quadrada en treballs fins.

## Lubrificació
Quan les superfícies rasquetejades han de servir de guia o suport, fregant amb superfícies metàl·liques semblants, les empremtes deixades per la rasqueta permeten l'allotjament d'una certa quantitat d'oli. El resultat, segons les referències consultades, permet una lubrificació millor que la que s'obtindria amb superfícies polides. En alguns casos hom afegeix un patró de marques més profundes realitzat amb una màquina de marcar ("power spotter" en anglès). La superfície general d'una peça com la indicada és plana, amb les marques de la rasqueta i el patró suplementari "de lubrificació".